# クフェア・プルプレア

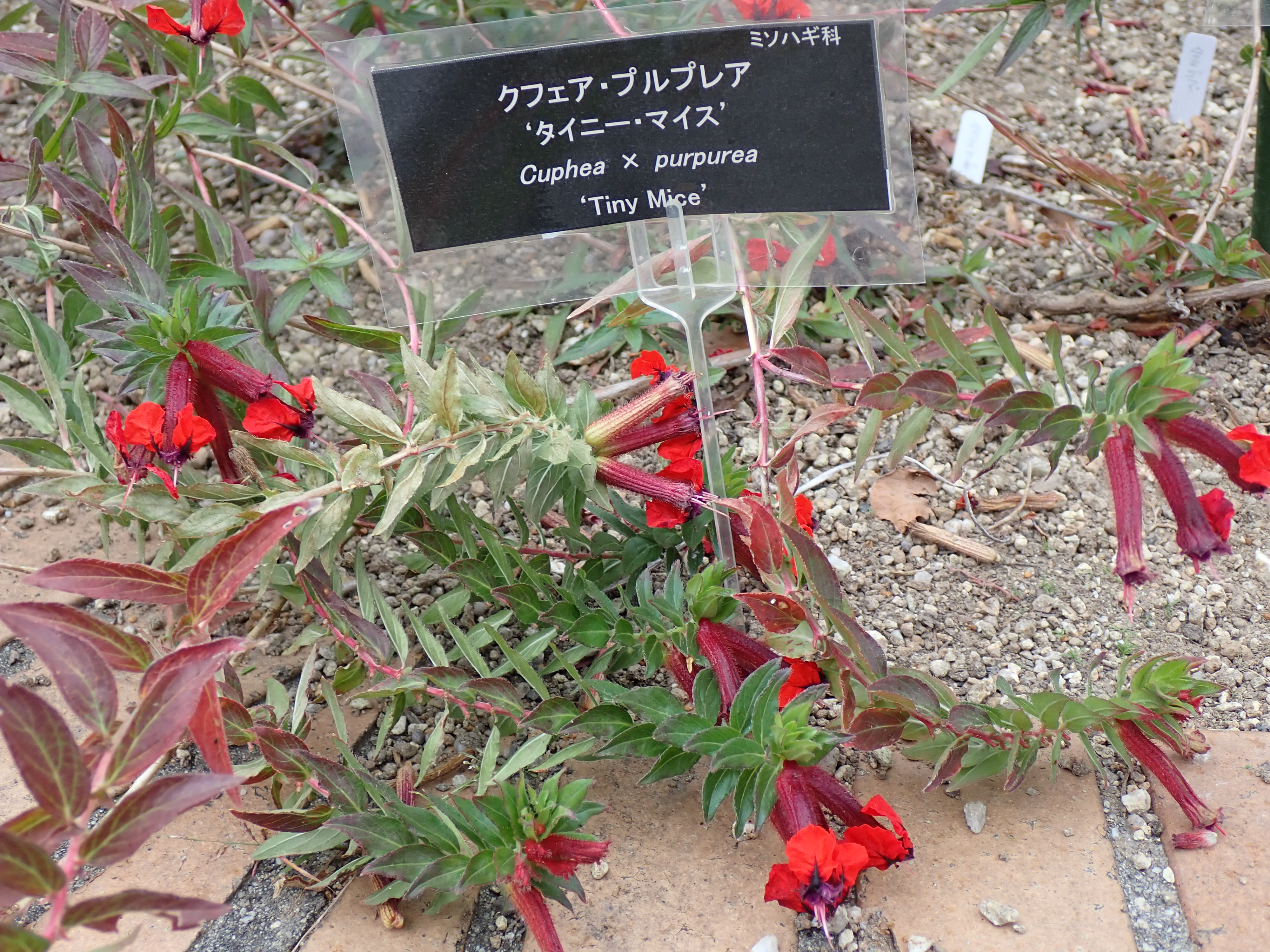
屋外植栽（2024年11月 名古屋市 東山動植物園）

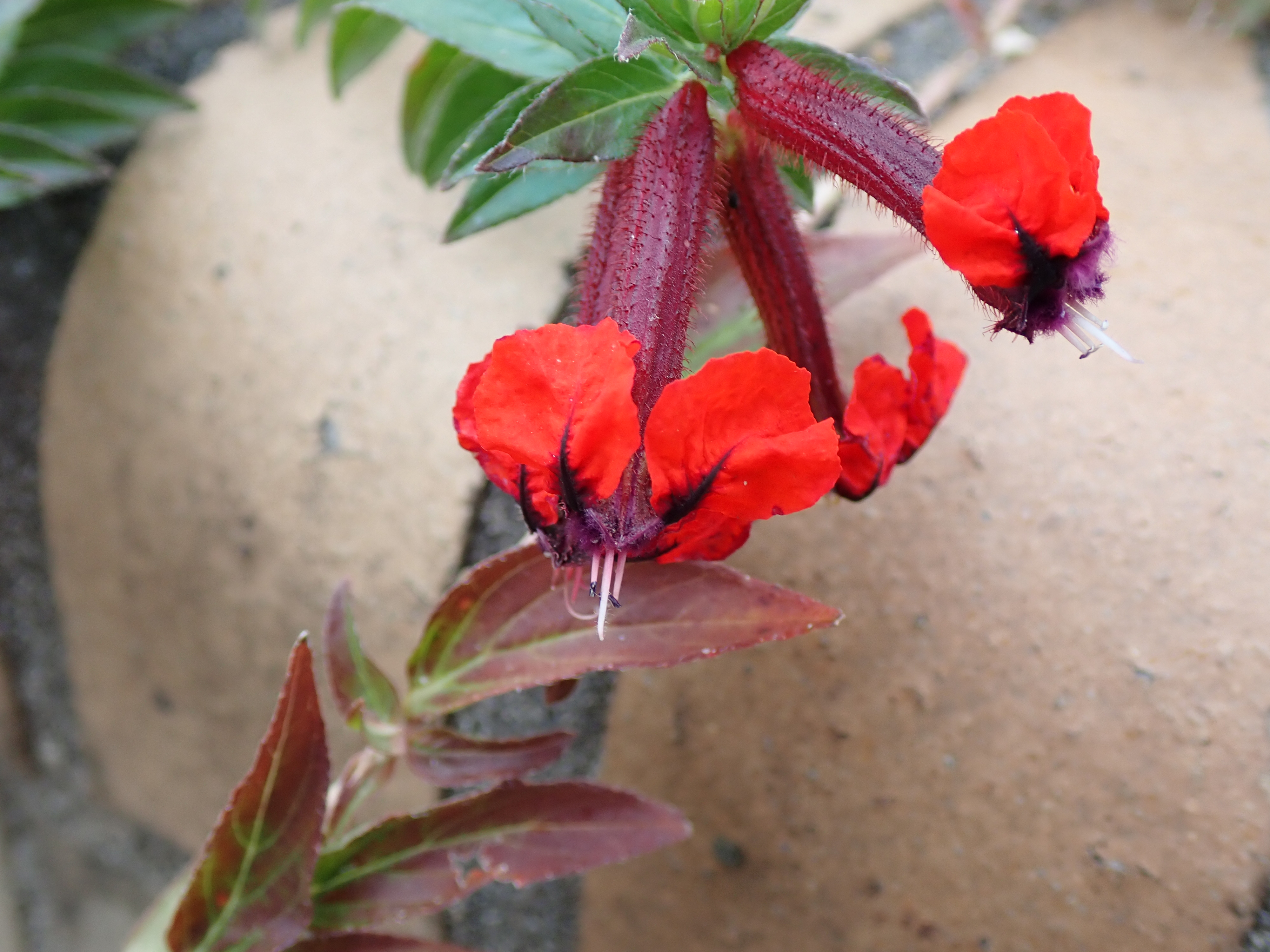
花（2024年11月 名古屋市 東山動植物園）

クフェア・プルプレア（学名：Cuphea × purpurea）は、ミソハギ科タバコソウ属の常緑低木、園芸品種。いずれもメキシコに分布する、ヒメハナヤナギC. llaveaとクサミソハギC. procumbensの交配により作出された種間雑種。

## 特徴
高さ50 cmほど。葉や茎に腺毛があり、触れると粘つく。葉は暗緑色の披針形で対生し、長さ8 cmほど。茎の先端に近い葉腋から花を咲かせる。萼は紫色の筒状で、先は6裂し、上部の2枚が赤色の花弁状に伸びる。花の形状がネズミに似ることから、品種タイニーマイス'Tiny mice'が名付けられた他、コウモリにも似ることから、英語ではbat-faced cupheaとも呼ばれる。
タイニーマイスの他には'Firecracker'、'Firefly'などの品種が知られる。

## 利用
特異な花の形態から、日本国内では植物園などへの植栽の他、市販もされている。
最低気温0℃まで耐える。より寒冷な地域では温室内で冬越しさせるか、一年草扱いで屋外栽培が可能。繁殖は実生や挿し木、株分けによる。